# 大石晴子
大石晴子（おおいしはるこ）は日本のシンガーソングライター。大阪府生まれ、横浜市育ち。ソウル・ミュージックに影響を受けている。

## 経歴
中学生でGRAPEVINEの熱狂的なリスナーになり、強く影響を受ける。他に、キリンジ、清竜人、TRICERATOPSなども聴いていた。また、通っていた中高一貫校で讃美歌を歌う。その後は早稲田大学のソウル・ミュージックサークルに所属。ミニー・リパートンやコリーヌ・ベイリー・レイの影響を受ける。2018年にりんご音楽祭に出演後、2019年に配信シングル「怒らないでね」でデビュー。その後、2019年8月にEP『賛美』をリリース。2020年からは、ユニット「TATEANAS」でも活動。2022年4月には、ソロ1stフルアルバム『脈光』をリリースした。アルバムのリリース後には土岐麻子がコメントを寄せるなど、大きな反響があった。2023年、『脈光』でAPPLE VINEGAR - Music Award -の特別賞を受賞。

## ディスコグラフィ

### アルバム
|     | 発売日        | タイトル | 規格品番 |
| --- | ------------- | -------- | -------- |
| 1st | 2022年4月27日 | 脈光     | TYNK-002 |

### EP
|     | 発売日       | タイトル | 規格品番 |
| --- | ------------ | -------- | -------- |
| 1st | 2019年8月7日 | 賛美     | TYNK-001 |

### シングル
|     | 発売日         | タイトル          | 規格品番 |                   |
| --- | -------------- | ----------------- | -------- | ----------------- |
| 1st | 2019年5月1日   | 怒らないでね      |          | 配信のみ          |
| 2nd | 2020年4月8日   | ランプ/巡り       |          | 配信のみ          |
| 3rd | 2020年8月29日  | 怒らないでね/食卓 | KMKN54   | 7インチアナログ盤 |
| 4th | 2022年3月2日   | 発音              |          | 配信のみ          |
| 5th | 2022年4月6日   | さなぎ            |          | 配信のみ          |
| 6th | 2024年10月23日 | サテンの月        |          | 配信のみ          |
| 7th | 2024年12月25日 | 沢山              |          | 配信のみ          |

### 参加作品
- s**t kingz「足取り feat.大石晴子」（2020年）
- TATEANAS「縄文人に相談だ / 君と土偶と海岸で」（2020年）
- TATEANAS「おやすみの国へ」（2021年） - NHK「北の縄文プロジェクト」キャンペーンソング[6]

## 人物
ラジオを聴くこと、お笑いが好き。

## 家族
兄はラッパーのRYUKI。アルバム『脈光』の収録曲「手の届く」では共演している。